# Open Nederlandse kampioenschappen marathonschaatsen op natuurijs 2025
De Marathonschaatsen 2024/2025 Open Nederlandse Kampioenschappen marathonschaatsen op natuurijs 2025 (ONK) was de twintigste wedstrijd van het Marathonseizoen en voor de driendertigste keer werd er gestreden om de Open Nederlandse kampioenschappen marathonschaatsen op natuurijs titel. De wedstrijden voor de masters waren op 23 januari en voor de mannen en vrouwen op 25 januari op de Weissensee. De wedstrijd maakt geen deel uit van de zes Grand Prix-wedstrijden, wat betekent dat de uitslag niet meetelt in het algemeen klassement. Wel staan er de Nederlandse titels op natuurijs op het spel. De masters schaatste 60 kilometer, de mannen 150 kilometer en de vrouwen 100 kilometer. 
Op de Weissensee hebben René Ruitenberg en Daniëlle Bekkering het Open NK voor masters gewonnen. In een kampioenschap waar alle leeftijdscategorieën tegelijk startten was de 50+-er Ruitenberg na 60 kilometer de snelste van een kopgroep van vijf. 40+-er Maarten Mastenbroek werd tweede maar kampioen in zijn categorie. Ralf Zwitser (40+) finishte als derde voor André Klompmaker (50+) en Arno van der Veen (50+). Mick Bouman won de sprint van het peloton en pakte het brons bij de 40+. Daniëlle Bekkering volbracht de wedstrijd in het mannenpeloton en hield zo de enige andere vrouw Josine Kroon achter haar. René van der Meulen en Engbert van de Woude werden kampioen bij respectievelijk de 60+ en 70+. 
De wedstrijd bij de mannen werd gewonnen door Wisse Slendebroek. Slendebroek rekende in de sprint van een kopgroep af met Ronald Haasjes en Jeroen Janissen. Na 147 kilometer gingen zes schaatsers om de titel sprinten als laatste overblijvers van een groep van dertien die halverwege de koers het peloton achter zich liet. Joram Verkerk, de Portugees Miguel Brave en Hylke de Boer waren op plaats vier, vijf en zes de vluchters die naast het eremetaal grepen. 
Bij de vrouwen won Esther Kiel. Na 100 kilometer was ze in de sprint van een zeer sterk uitgedund peloton Tessa Snoek en Elsemieke van Maaren te snel af. In finale probeerden eerst Eline Cox en later ook Sophie Kraaijeveld en Maaike Verweij nog een sprint te voorkomen. Maar het peloton uitgedund tot slechts zestien vrouwen haalde hen nog bij waarna de titel voor Kiel was.

## Tijdschema
| Datum                     | Tijd (CET) | Onderdeel          |
| ------------------------- | ---------- | ------------------ |
| Donderdag 23 januari 2025 | 08:00      | Mannen masters 40+ |
| Donderdag 23 januari 2025 | 08:00      | Mannen masters 50+ |
| Donderdag 23 januari 2025 | 08:00      | Mannen masters 60+ |
| Donderdag 23 januari 2025 | 08:00      | Mannen masters 70+ |
| Donderdag 23 januari 2025 | 08:00      | Vrouwen masters    |
| Zaterdag 25 januari 2025  | 07:30      | Mannen             |
| Zaterdag 25 januari 2025  | 07:32      | Vrouwen            |

## Podia
| Klasse             | Eerste               | Tweede            | Derde                |
| ------------------ | -------------------- | ----------------- | -------------------- |
| Mannen             | Wisse Slendebroek    | Ronald Haasjes    | Jeroen Janissen      |
| Vrouwen            | Esther Kiel          | Tessa Snoek       | Elsemieke van Maaren |
| Mannen masters 40+ | Maarten Mastenbroek  | Ralf Zwitser      | Mick Bouman          |
| Mannen masters 50+ | René Ruitenberg      | André Klompmaker  | Arno van der Veen    |
| Mannen masters 60+ | René van der Meulen  | Jan Wedman        | Sjaak Botman         |
| Mannen masters 70+ | Engbert van de Woude | Nico van Bergeijk | Jaap Dekker          |
| Vrouwen masters    | Daniëlle Bekkering   | Josine Kroon      | Niet uitgereikt      |

## Uitslag mannen[2]
| #      | Rijder               | Nationaliteit | Ploeg                             |
| ------ | -------------------- | ------------- | --------------------------------- |
| Goud   | Wisse Slendebroek    | Nederland     | Royal A-ware                      |
| Zilver | Ronald Haasjes       | Nederland     | Bouwselect / De Haan Westerhoff   |
| Brons  | Jeroen Janissen      | Nederland     | OKAY/Interfarms                   |
| 4      | Joram Verkerk        | Nederland     | VGR Sport / Galesloot constructie |
| 5      | Miguel Bravo         | Portugal      | A6.nl / KMC                       |
| 6      | Hylke de Boer        | Nederland     | Sprog                             |
| 7      | Chiel Smit           | Nederland     | Team Essent                       |
| 8      | Evert Hoolwerf       | Nederland     | Team Reggeborgh                   |
| 9      | Jordy Harink         | Nederland     | Royal A-ware                      |
| 10     | Ronald Kruijer       | Nederland     | Bouwselect / De Haan Westerhoff   |
| 11     | Ruben Ligtenberg     | Nederland     | Sprog                             |
| 12     | Crispijn Ariëns      | Nederland     | Team Reggeborgh                   |
| 13     | Daan Gelling         | Nederland     | Royal A-ware                      |
| 14     | Stefan Wolffenbuttel | Nederland     | OKAY/Interfarms                   |
| 15     | Niels Overvoorde     | Nederland     | Bouwselect / De Haan Westerhoff   |
| 16     | Homme Jan de Groot   | Nederland     | Team Essent                       |
| 17     | Klaas Poortinga      | Nederland     | Sprog                             |
| 18     | Ruben Verkerk        | Nederland     | Ormer ICT                         |
| 19     | Luc ter Haar         | Nederland     | Bouwselect / De Haan Westerhoff   |
| 20     | Bart Mol             | Nederland     | A6.nl / KMC                       |

147 kilometer
3:54:08uur (gem. 936,5sec) 37,7km/h

## Uitslag vrouwen[3]
| #      | Rijder                    | Nationaliteit | Ploeg                                        |
| ------ | ------------------------- | ------------- | -------------------------------------------- |
| Goud   | Esther Kiel               | Nederland     | Puur ICT-BTZ                                 |
| Zilver | Tessa Snoek               | Nederland     | VGR Sport / Vreugdenhil Dairy Foods          |
| Brons  | Elsemieke van Maaren      | Nederland     | OKAY/Interfarms                              |
| 4      | Bente Kerkhoff            | Nederland     | Team Albert Heijn Zaanlander                 |
| 5      | Jet Fransen               | Nederland     | Wokke Vastgoed                               |
| 6      | Beau Wagemaker            | Nederland     | A6.nl / KMC                                  |
| 7      | Carla Ketellapper-Zielman | Nederland     | A6.nl / KMC                                  |
| 8      | Tjilde Bennis             | Nederland     | Turner                                       |
| 9      | Sofia Schilder            | Nederland     | Wokke Vastgoed                               |
| 10     | Iza Stekelenburg          | Nederland     | OCRE                                         |
| 11     | Eline Cox                 | Nederland     | OCRE                                         |
| 12     | Loesanne van der Geest    | Nederland     | VGR Sport / Vreugdenhil Dairy Foods          |
| 13     | Sanne van Heel            | Nederland     | Skadi / P&G Safety / Mark Bouman Grondwerken |
| 14     | Femke Mossinkoff          | Nederland     | VGR Sport / Vreugdenhil Dairy Foods          |
| 15     | Luna Jonkers              | Nederland     | Skadi / P&G Safety / Mark Bouman Grondwerken |
| 16     | Eline van Voorden         | Nederland     | Fortune Coffee                               |
| 17     | Sophie Kraaijeveld        | Nederland     | Turner                                       |
| 18     | Heleen Docter             | Nederland     | Fortune Coffee                               |
| 19     | Maaike Verweij            | Nederland     | Team Albert Heijn Zaanlander                 |
| 20     | Veerle van Koppen         | Nederland     | Puur ICT-BTZ                                 |

98 kilometer
2:54:16uur (gem. 1045,6sec) 33,8km/h

## Uitslag Masters 40+ mannen[4]
| #      | Rijder              | Nationaliteit | Ploeg |
| ------ | ------------------- | ------------- | ----- |
| Goud   | Maarten Mastenbroek | Nederland     |       |
| Zilver | Ralf Zwitser        | Nederland     |       |
| Brons  | Mick Bouman         | Nederland     |       |
| 4      | Egbert Oenema       | Nederland     |       |
| 5      | Jasper van Tol      | Nederland     |       |
| 6      | Jos Niesten         | Nederland     |       |
| 7      | Philip van Aerssen  | Nederland     |       |
| 8      | Jens Zwitser        | Nederland     |       |
| 9      | Gijs Heineke        | Nederland     |       |
| 10     | Peter van den Bos   | Nederland     |       |

60 kilometer
1:49:07uur (gem. 545,6sec) 33,0km/h

## Uitslag Masters 50+ mannen[5]
| #      | Rijder               | Nationaliteit | Ploeg |
| ------ | -------------------- | ------------- | ----- |
| Goud   | René Ruitenberg      | Nederland     |       |
| Zilver | André Klompmaker     | Nederland     |       |
| Brons  | Arno van der Veen    | Nederland     |       |
| 4      | Hans van de Wetering | Nederland     |       |
| 5      | Klaas Koelewijn      | Nederland     |       |
| 6      | Bas Ludeman          | Nederland     |       |
| 7      | Gijs Gjaltema        | Nederland     |       |
| 8      | Gerrit Sellis        | Nederland     |       |
| 9      | Vincent van Dijk     | Nederland     |       |
| 10     | Tonny van Vliet      | Nederland     |       |
| 11     | Marcel Leenaars      | Nederland     |       |
| 12     | Danny Galiart        | Nederland     |       |
| 13     | Laurens Klaas        | Nederland     |       |
| 14     | Ludolf Pijlman       | Nederland     |       |
| 15     | Egge Jan Pier        | Nederland     |       |

60 kilometer
1:49:07uur (gem. 545,6sec) 33,0km/h

## Uitslag Masters 60+ mannen[6]
| #      | Rijder               | Nationaliteit | Ploeg |
| ------ | -------------------- | ------------- | ----- |
| Goud   | René van der Meulen  | Nederland     |       |
| Zilver | Jan Wedman           | Nederland     |       |
| Brons  | Sjaak Botman         | Nederland     |       |
| 4      | Frans Bugter         | Nederland     |       |
| 5      | Rinke de Jong        | Nederland     |       |
| 6      | Gerrit de Graaf      | Nederland     |       |
| 7      | Fred Boelens         | Nederland     |       |
| 8      | Bram Biesterveld     | Nederland     |       |
| 9      | Leo Kluifhooft       | Nederland     |       |
| 10     | Jacques de Vries     | Nederland     |       |
| 11     | Hendrik jan Blomberg | Nederland     |       |
| 12     | Jan Zwanenburg       | Nederland     |       |
| 13     | Derk Bosscher        | Nederland     |       |

60 kilometer
1:49:07uur (gem. 545,6sec) 33,0km/h

## Uitslag Masters 70+ mannen[7]
| #      | Rijder               | Nationaliteit | Ploeg |
| ------ | -------------------- | ------------- | ----- |
| Goud   | Engbert van de Woude | Nederland     |       |
| Zilver | Nico van Bergeijk    | Nederland     |       |
| Brons  | Jaap Dekker          | Nederland     |       |

60 kilometer
1:49:07uur (gem. 545,6sec) 33,0km/h

## Uitslag Masters vrouwen[8]
| #      | Rijder             | Nationaliteit | Ploeg |
| ------ | ------------------ | ------------- | ----- |
| Goud   | Daniëlle Bekkering | Nederland     |       |
| Zilver | Josine Kroon       | Nederland     |       |

60 kilometer
1:49:07uur (gem. 545,6sec) 33,0km/h
Marathon Cup 1 · 
Marathon Cup 2 · 
Marathon Cup 3 ·
Marathon Cup 4 · 
Marathon Cup 5 · 
Marathon Cup 6 · 
Marathon Cup 7 · 
Marathon Cup 8 · 
De Vier van Noord-Holland 1 · 
De Vier van Noord-Holland 2 · 
De Vier van Noord-Holland 3 · 
De Vier van Noord-Holland 4 · 
Marathon Cup 9 · 
NK kunstijs · 
Marathon Cup 10 · 
Marathon Cup 11 · 
Marathon Cup 12 · 
Marathon Cup 13 · 
Grand Prix 1 · 
Open NK natuurijs · 
Grand Prix 2 · 
Grand Prix 3 · Marathon Cup 14 · 
Marathon Cup 15 · 
Grand Prix 4 · 
Grand Prix 5 · 
Grand Prix 6 ·  
Marathon Cup 16  · 
Klassementen: KNSB Cup ·
Jongeren · 
Ploegen ·
Grand Prix ·
Club-assistent Brabantcup ·
De Vier van Noord-Holland
Lijst van schaatsmarathonrijders 2024/2025